# Georges Decraeye
Georges Decraeye (Oudenaarde, 25 juli 1933 - Deerlijk, 16 augustus 2003) was profwielrenner van 1955 tot en met 1965. In de West-Vlaamse gemeente Deerlijk wordt sinds 2000 jaarlijks een wielerwedstrijd verreden ter ere van Georges Decraeye (memorial Georges Decraeye).

## Belangrijkste overwinningen
1961
- Halle-Ingooigem

## Voornaamste ereplaatsen
1957
- 22e Belgisch kampioen bij de beroepsrenners

1958
- 9e Omloop Het Nieuwsblad
- 47e Gent-Wevelgem

1959
- 9e E3 Prijs Vlaanderen
- 68e Parijs-Brussel
- 10e Gent-Wevelgem

1960
- 37e Parijs-Tours
- 7e Halle-Ingooigem
- 16e Parijs-Brussel
- 15e Gent-Wevelgem
- 10e E3 Prijs Vlaanderen

1961
- 10e E3 Prijs Vlaanderen
- 3e Omloop Het Nieuwsblad

1962
- 8e Kampioenschap van Vlaanderen
- 17e Gent-Wevelgem
- 3e Driedaagse van West-Vlaanderen

1963
- 1e GP Raf Jonckheere
- 10e Kampioenschap van Vlaanderen
- 24e Belgisch kampioenschap wielrennen voor elite
- 3e Halle-Ingooigem

1964
- 2e Omloop van het Houtland
- 7e Kampioenschap van Vlaanderen
- 70e Parijs-Roubaix

## Resultaten in voornaamste wedstrijden
| Jaar | Gent-Wevelgem | Parijs-Roubaix | Omloop Het Volk | E3 Harelbeke |
| ---- | ------------- | -------------- | --------------- | ------------ |
| 1958 | 47e           |                | 9e              |              |
| 1959 | 10e           |                |                 | 9e           |
| 1960 | 15e           |                |                 | 10e          |
| 1961 |               |                | Brons           | 10e          |
| 1962 | 17e           |                |                 |              |
| 1964 |               | 70e            |                 |              |

Wielerploegen van Georges Decraeye
Andries ·
Baert ·
Beeckaert ·
Butzen ·
De Baere ·
De Brabanter ·
De Hertog ·
De Laet ·
Demunster ·
Deboodt ·
Decock ·
Decraeye ·
Deleye ·
Deltour ·
Despeghel ·
Devoldere ·
Doom ·
Doumont ·
Flecy ·
Hanssen ·
Hermans ·
Heye ·
Huyskens ·
Janssens ·
Lamote ·
Lapage ·
Lauwers ·
Ledru ·
Mertens ·
Messelis ·
Meuris ·
Nulens ·
Oellibrandt ·
Ongenae ·
Pascal ·
Patteeuw ·
Pauwels ·
Preuss ·
Saelens ·
Schotte ·
Tuytens ·
Uytterhaegen ·
Van Avermaet ·
Van den Brande ·
Van den Broeck · 
Van Haesebroeck ·
Van Holsbeke ·
Van Ryssel ·
Vandaele ·
Vandersmissen ·
Vanhoutte ·
Van Tieghem ·
Verachtert ·
Vindevogel ·
Vrancken
Bergaud ·
Camillo ·
Cartigny ·
Cauvet ·
Champion ·
A. Darrigade ·
R. Darrigade · 
De Wolf ·
Decraeye ·
A. Delort ·
F. Delort ·
Forestier ·
Gaignard ·
de Haan ·
Hugens ·
Ignolin ·
de Jongh · 
Le Hec ·
Lebaube ·
Maliepaard ·
Mastrotto ·
Nédélec ·
Niesten ·
Novak ·
Rentmeester ·
Simon ·
Simpson ·
Thiélin ·
Van Vaerenbergh ·
de Waard ·
Wolfshohl
Baguet ·
Ballegeer ·
De Pauw ·
De Wolf ·
Decraeye ·
Delvael ·
Derboven ·
A. Desmet ·
H. Desmet ·
Himpe ·
Jaroszewicz ·
Lykke ·
Maes ·
Mathy ·
Merckx ·
Peelen ·
Planckaert ·
Schroeders ·
Scrayen ·
Sels ·
Seneca ·
Sercu ·
Severeyns ·
Sorgeloos · 
Staldeur ·
Stevens ·
Van Aerde ·
Van De Kerckhove · 
Van Looy ·
Van Steenbergen ·
Van Vreckom ·
Vandecaveye